# Dragoman (huyện)
Dragoman là một đô thị thuộc tỉnh Sofia, Bungaria. Dân số thời điểm năm 2001 là 6632 người.